# Keramos (heros)

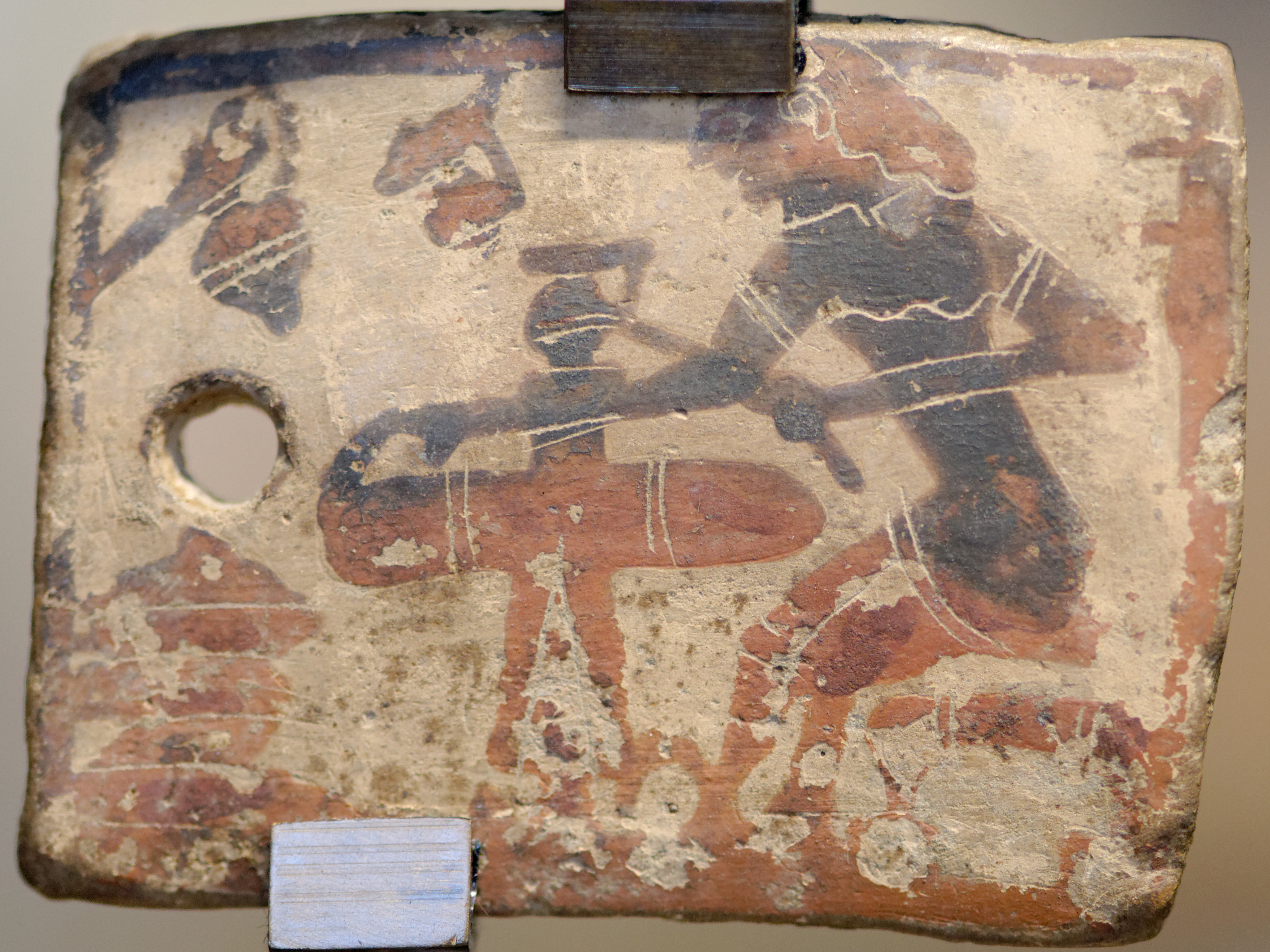
Garncarz w pracowni, obrabiający na kole naczynie (aryballos) – malowidło z czarnofigurowego pinaksu z końca VII wieku p.n.e.

Keramos (gr. Κέραμος) – mityczny heros ateński, patronujący rzemiosłu garncarskiemu.    
Według przekazu Pauzaniasza (Wędrówki po Helladzie I 3,1) był synem Dionizosa i Ariadny. 
Imię jego (κέραμος – dosł. glina) może wskazywać, iż uchodził za wynalazcę garncarstwa. Od tego imienia przyjął nazwę ateński dem Kerameis. Był patronem zasiedlających go licznie garncarzy (κεραμεἶς), którzy składali mu ofiary.